# خوزه لوئیز فرناندز
خوزه لوئیز فرناندز (انگلیسی: José Luis Fernández؛ زادهٔ ۲۶ اکتبر ۱۹۸۷) بازیکن فوتبال اهل آرژانتین است.
از باشگاه‌هایی که در آن بازی کرده‌است می‌توان به باشگاه فوتبال گودوی کروز، باشگاه فوتبال بنفیکا، باشگاه فوتبال استودیانتس، باشگاه فوتبال روساریو سنترال، باشگاه فوتبال راسینگ کلوب آویاندا، و باشگاه ورزشی اولیاننسه اشاره کرد.
وی همچنین در تیم ملی فوتبال آرژانتین بازی کرده‌است.